# Necrophagia
Necrophagia – amerykański zespół deathmetalowy, założony w roku 1983.

## Muzycy
Obecni członkowie zespołu
- Mirai Kawashima – instrumenty klawiszowe (2002–2008, od 2014)
- Damien Matthews – gitara basowa (od 2010)
- Shawn Slusarek – perkusja (od 2010)
- Scrimm – gitara (od 2012)
- Steve Lehocky – gitara (od 2015)

Byli członkowie zespołu
- Frank „Killjoy” Pucci (R.I.P.: 18.03.2018) – śpiew (1983–1987, 1998–2018)
- Bill Bork – gitara basowa
- Bill James – gitara basowa (1984–1987)
- Joe Blazer – perkusja (1984–1987)
- Larry „Madthrash” Madison – gitara (1984–1987)
- Dustin Havnen – gitara basowa (1997–2001)
- Wayne „Doobie” Fabra – perkusja (1997–2001)
- Anton Crowley – gitara (1997–2001)
- Jared Faulk – gitara basowa (2001)
- Opal Enthroned – instrumenty klawiszowe (2001, 2008–2011)
- Iscariah – gitara basowa (2002−2010)
- Titta Tani – perkusja (2002−2010)
- Frediablo – gitara (2002–2005)
- Fug – gitara (2002−2010)
- Undead Torment – gitara (2006–2011)
- Boris Randall – gitara (2010–2011)
- Abigail Lee Nero – gitara (2011–2014)

## Dyskografia
- 1987 – Season of the Dead
- 1998 – Holocausto de la Morte
- 2000 – Black Blood Vomitorium (EP)
- 2001 – Cannibal Holocaust (album) (EP)
- 2003 – The Divine Art of Torture
- 2004 – Goblins Be Thine (EP)
- 2005 – Harvest Ritual Vol. 1
- 2006 – Slit Wrists and Casket Rot (album koncertowy)
- 2011 – Death Trip 69
- 2014 – WhiteWorm Cathedral[2]